# Гриценко Михайло Семенович
Михайло Семенович Гриценко (7.11.1907 — 23.01.1992) — український педагог, доктор педагогічних наук, професор.

## Біографія
М. С. Гриценко народився  7 листопада 1907 року у с. Великі Сорочинці Полтавської губернії в селянській сім'ї.
В 1923—1928 роках навчався у сільськогосподарській прошколі та Велико-Сорочинському педагогічному технікумі. Потім викладав історію та суспільствознавство у семірічній школі м. Опішня Полтавської області, школі ФЗУ м. Карлівка.
Згодом екстерном закінчив Київський інститут народної освіти, а у 1933 році — аспірантуру Науково-дослідного інституту педагогіки УРСР.
В 1930—1933 роках був заступником директора з навчальної роботи Харківського індустріального технікуму, а в 1933—1941 роках — заступником директора з науково-навчальної роботи та завідувачем кафедри педагогіки і психології Запорізького педагогічного інституту.
В 1941 році викладав історію педагогіки на педагогічних курсах Народного комісаріату освіти та історію у середній школі в Ленінаканській області. Потім працював директором учительського інституту в м. Моздок, директором дитячого дому  в м. Джалал-Абад.
В роки війни закінчив Вищий воєнно-педагогічний інститут Червоної Армії та служив лектором Політичного управління 2-го Українського фронту (1943—1945 рр.). Після демобілізації в 1946—1949 роках працював на кафедрі педагогіки в Одеському державному університеті. В 1949—1956 роках був директором та завідувачем кафедри педагогіки і психології Одеського педагогічного інституту іноземних мов.
В 1956—1983 роках працював доцентом, професором кафедри педагогіки Одеського державного педагогічного інституту імені К. Д. Ушинського.
В 1970 році захистив дисертацію «Розвиток загальноосвітньої школи в Українській РСР (1917—1967 рр.)»  на здобуття наукового ступеня доктора педагогічних наук. У 1971 році присвоєно вчене звання професора.
З 1983 року  був старшим науковим співробітником, професором-консультантом Науково-дослідного інституту педагогіки  УРСР.
Обирався головою Одеського міського педагогічного товариства.
Помер 23 січня 1992 року в м. Київ.

## Наукова діяльність
М. С. Гриценко досліджував питання організації процесу навчання у середніх спеціальних та вищих навчальних закладах; історію народної освіти, школи та педагогічної думки в Україні. Робота «Нариси з історії школи в Українській РСР (1917—1965)» стала першою спробою систематизованого огляду розвитку української школи за майже півстолітній період. В 1973 році за його редакцією вийшов навчальний посібник «Історія педагогіки».
Є автором 108 опублікованих праць.

### Праці
- Зв'язок Запорізького педінституту з учительством// Комуністична освіта. — 1935. — № 2. — С. 84 — 85.

- Методичні семінари для вчителів// Комуністична освіта. — 1936. — № 4. — С. 95 — 96.

- Становлення радянської школи на Україні// Радянська школа. — 1957. — № 10. — С. 20 — 26.

- Развитие советской школы на Украине. — М., 1958. — 71 с.

- Школа Украинской ССР в период Великой Отечественной войны 1941—1945гг.: Учебное пособие по педагогике и истории педагогики для студентов-заочников. — Одесса, 1960. — 76 с.

- Очерки по истории школы в Украинской ССР (1917—1965) /Под ред. доц. С. Н. Литвинова. — М., 1961. — 260 с.

- Важные условия успешного изучения истории педагогики в педвузах //Советская школа. — 1962. — № 3. — С. 68 — 69.

- Нариси з історії школи в Українській РСР. — Київ: Радянська школа, 1966. — 260 с.

- Важные этапы развития истории педагогики на Украине //Советская школа. — 1968. — № 2. — С. 27 — 30.

- Развитие советской школы на Украине. — М., 1958. — 71 с.

- История педагогики: Учебное пособие для педагогических институтов /Под ред. М. С. Гриценко. — М., 1973. — 448 с.

## Нагороди
- Ордени Червоної Зірки, Вітчизняної війни 2 ст.

- Медалі «За бойові заслуги», «За взяття Будапешта», «За взяття Відня», «За перемогу над Німеччиною у Великій Вітчизняній війні 1941—1945 рр.», «За доблесну працю» та інші.

- Медалі А. С. Макаренка, К. Д. Ушинського

- Знак «Відмінник народної освіти УРСР»